# Eupithecia helena
Eupithecia helena är en fjärilsart som beskrevs av Taylor 1906. Eupithecia helena ingår i släktet Eupithecia och familjen mätare. Inga underarter finns listade i Catalogue of Life.